# الن مینتر
الن مینتر (انگلیسی: Alan Minter; ۱۷ اوت ۱۹۵۱ – ۹ سپتامبر ۲۰۲۰) بوکسور اهل بریتانیا بود.